# Pantelimon (Ilfov megye)
Pantelimon város Ilfov megyében, Munténiában, Romániában.

## Történelem
Nevét egy görög származású szentről, Szent Pantaleonról kapta.
A hozzá közigazgatásilag tartozó falvak: Călugăreni, Nistorești, Pantelimon de Jos és Runcu.
A település Bukarest elővárosa, melynek erőteljesen fejlődő gazdasága van, az elmúlt években számos külföldi és román cég jelent itt meg, a legnagyobbak két sörgyár: a Carlsberg és a Tuborg.

## Lakossága
| Nemzetiségek        | 2002  | 2002   |
| ------------------- | ----- | ------ |
| Románok             | 15067 | 94,05% |
| Romák               | 896   | 5,59%  |
| Magyarok            | 29    | 0,18%  |
| Olaszok             | 7     | 0,04%  |
| Ukránok             | 4     | 0,02%  |
| Németek             | 3     | 0,01%  |
| Lipovánok           | 2     | 0,01%  |
| Tatárok             | 2     | 0,01%  |
| Törökök             | 2     | 0,01%  |
| Szerbek             | 1     | 0,0%   |
| Bolgárok            | 1     | 0,0%   |
| Egyéb nemzetiségűek | 4     | 0,02%  |
| Nem nyilatkozott    | 1     | 0,0%   |
| Összesen            | 16019 | 100,0% |

## Külső hivatkozások
- A város honlapja
- Adatok a településről
- 2002-es népszámlálási adatok
- Marele Dicționar Geografic al României